# Bøsdalafossur
Bøsdalafossur er et 30 meter høj vandfald, på den færøske ø Vágar, der løber fra søen Sørvágsvatn ud i Atlanterhavet.
Ved kanten af Bøsdalafossur, kan man se ruiner fra bygninger, som briterne efterlod i Vágar efter 2. verdenskrig på Færøerne.
Geituskoradrangur er en fritstående havstabel, der kan ses fra kanten af Bøsdalafossur. Man kan krydse åen Bøsdalsá ved at bruge de trædesten, der er placeret i åen.